# GoDaddy
GoDaddy Inc. là một công ty đăng ký và lưu trữ web giao dịch công khai trên Internet của Mỹ, có trụ sở tại Scottsdale, Arizona và được thành lập tại Delaware. Tính đến  tháng 3 năm 2019 , GoDaddy có khoảng 18,5 triệu khách hàng và hơn 9.000 nhân viên trên toàn thế giới. Công ty được biết đến với các quảng cáo trên TV và trên các tờ báo. Công ty này gây một số tranh cãi liên quan đến kiểm duyệt.

## Lịch sử

Logo GoDaddy cũ cho đến năm 2019

GoDaddy được doanh nhân Bob Parsons thành lập vào năm 1997 tại Baltimore, Maryland. Trước GoDaddy, Parsons đã bán công ty dịch vụ phần mềm tài chính của mình, Parsons Technology, cho Intuit với giá 65 triệu đô la vào năm 1994. Parsons đã nghỉ hưu vào năm 1997 để thành lập Jomax Technologies, sau này trở thành GoDaddy Group Inc. GoDaddy đã nhận được một khoản đầu tư chiến lược từ các quỹ đầu tư tư nhân, KKR, Silver Lake và Technology Crossover Ventures.

### Tên công ty
Năm 1999, một nhóm nhân viên tại Jomax Technologies đã động não và quyết định đổi tên công ty. Một nhân viên nói: "Big Daddy thì sao?" Tuy nhiên, tên miền BigDaddy đã được mua trước đó. Parsons trả lời: "Còn Go Daddy thì sao?" Tên miền này có sẵn, vì vậy ông đã mua nó. Parsons cho biết công ty giữ cái tên này vì nó khiến mọi người mỉm cười và nhớ đến công ty.
Công ty đã đổi tên thương hiệu từ "Go Daddy"  thành "GoDaddy" vào tháng 2 năm 2006.

### Tăng trưởng
Vào năm 2001, ngay sau khi Network Solutions không còn là nơi duy nhất để đăng ký tên miền, GoDaddy có quy mô tương đương với các đối thủ Dotster và eNom.
Vào tháng 4 năm 2005, GoDaddy trở thành nhà đăng ký được ICANN công nhận lớn nhất trên Internet.
Tính đến  năm 2018, GoDaddy là công ty máy chủ web lớn nhất thế giới tính theo thị phần, với hơn 62 triệu tên miền đã đăng ký.
Vào tháng 3 năm 2018, Amazon Web Services (AWS) thông báo rằng GoDaddy đang chuyển phần lớn cơ sở hạ tầng sang AWS như là một phần của quá trình chuyển đổi sẽ diễn ra nhiều năm.

### Mua lại
- Vào tháng 7 năm 2012, GoDaddy tuyên bố sẽ mua Outright với số tiền không được tiết lộ.[18]
- Vào tháng 8 năm 2013, GoDaddy tuyên bố sẽ mua Locu với giá 70 triệu đô la.[19]
- Vào tháng 9 năm 2013, GoDaddy đã mua lại thị trường tên miền Afternic từ NameMedia. GoDaddy cũng sẽ có được dịch vụ đỗ xe tên miền SmartName và trình tạo tên doanh nghiệp NameFind.
- Vào ngày 15 tháng 10 năm 2013, GoDaddy mua lại nhà cung cấp dịch vụ lưu trữ web Media Temple. Trong một bản tin gửi cho khách hàng của mình, Media Temple nói rằng họ "sẽ tiếp tục hoạt động như một công ty độc lập và tự chủ".[20]
- Vào tháng 7 năm 2014, GoDaddy đã mua Canary, một dịch vụ lịch thông minh nhỏ có trụ sở tại Cambridge.[21]
- Vào ngày 20 tháng 8 năm 2014, GoDaddy đã mua Mad Mimi, một dịch vụ tiếp thị qua email có trụ sở tại Brooklyn.[22]
- Vào tháng 4 năm 2015, GoDaddy đã mua lại Elto, "một công ty khởi nghiệp có trụ sở tại San Francisco đã cung cấp một thị trường giúp kết nối các chủ doanh nghiệp và những người phi kỹ thuật khác với các nhà phát triển web có thể giúp họ thiết lập và cải thiện sự hiện diện web của họ." [23]
- Vào tháng 4 năm 2015 và tháng 11 năm 2015, GoDaddy đã mua lại danh mục đầu tư tên miền của Marchex và Worldwide Media.
- Vào ngày 17 tháng 5 năm 2016, GoDaddy đã mua FreedomVoice với giá 42 triệu đô la tiền mặt. FreedomVoice là nhà cung cấp các hệ thống điện thoại VoIP dựa trên đám mây trên khắp Hoa Kỳ.[24]
- Vào ngày 6 tháng 9 năm 2016, GoDaddy đã mua ManageWP.
- Vào ngày 6 tháng 12 năm 2016, GoDaddy tuyên bố mua lại Host Europe Group.[25]
- Vào ngày 22 tháng 3 năm 2017, GoDaddy mua lại Sucuri.
- Vào ngày 23 tháng 1 năm 2018, GoDaddy mua lại Main Street Hub.[26]
- Vào ngày 24 tháng 9 năm 2018, GoDaddy mua lại Plasso.[27]
- Vào ngày 25 tháng 9 năm 2018, GoDaddy đã mua Cognate.
- Vào ngày 10 tháng 4 năm 2019, GoDaddy đã mua Sellbrite.[28]
- Vào ngày 29 tháng 1 năm 2020, GoDaddy đã công bố một thỏa thuận mua lại Over.[29]
- Vào ngày 11 tháng 2 năm 2020, GoDaddy đã công bố thỏa thuận mua lại các bộ phận của Uniregistry, công ty đăng ký tên miền có trụ sở tại Quần đảo Cayman.[30]

## Cơ sở hạ tầng
Vào năm 2013, GoDaddy đã được báo cáo là nhà đăng ký được ICANN chứng nhận lớn nhất trên thế giới, với quy mô gấp bốn lần đối thủ cạnh tranh gần nhất của họ. Công ty cũng có một cơ sở 270.000 foot vuông (25.000 m2) tại Phoenix, Arizona.

## Tiếp thị

### Nhân vật ủng hộ GoDaddy
Vào tháng 3 năm 2009, GoDaddy đã có thêm người chơi golf chuyên nghiệp Anna Rawson. Vào tháng 8 năm 2009, Youtuber người Nga Marina Orlova cũng trở thành người ủng hộ công ty.
Vào năm 2010, GoDaddy đã bổ sung huấn luyện viên cá nhân Jillian Michaels vào danh sách người ủng hộ GoDaddy. Michaels được biết đến với vai trò là huấn luyện viên trong chương trình của NBC, "The Biggest Loser".
Vào năm 2013, Jean-Claude Van Damme đóng vai chính trong một loạt quảng cáo của GoDaddy, trong đó anh ta được nhìn thấy đang xoạc chân trong khi chơi nhạc cụ trước khi anh trồng cây chuối trước mặt chủ doanh nghiệp và thì thầm, "It's Go Time".
Năm 2019, Scott Shigeoka gia nhập GoDaddy với tư cách là doanh nhân thực tập tại doanh nghiệp này và là người dẫn chương trình "Made in America" của công ty.

### Tài trợ thể thao
GoDaddy bắt đầu quảng cáo trong Super Bowl năm 2005. Kể từ đó, công ty đã mở rộng việc tiếp thị của mình sang tài trợ thể thao.
Ngoài ra, GoDaddy là nhà đồng tài trợ cho ICC Cricket World Cup 2019 được tổ chức tại Anh và xứ Wales.